# 大津村 (徳島県)
大津村（おおつそん）は、かつて徳島県板野郡にあった村。現在の鳴門市大津町（木津野・吉永・長江・徳長・矢倉・大代・備前島・段関・大幸）。

## 沿革
- 1889年（明治22年）10月01日 - 町村制施行に伴い板野郡大代村、大幸村、段関村、備前島村、徳永村、矢倉野村、木津野村、吉永村、長江新田村が合併し、大津村が成立する。
- 1955年（昭和30年）02月11日 - 鳴門市に編入され消滅。

## 出身者
- 青芳勝久 - キリスト教研究者
- 大江巳之助 (4代目) - 人形師